# International Cycling History Conference

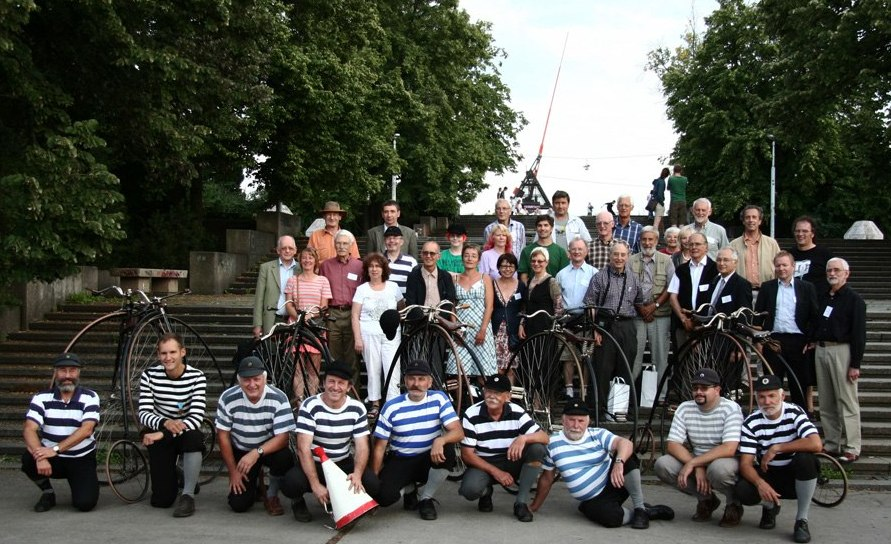
Teilnehmer der ICHC 2010 in Prag

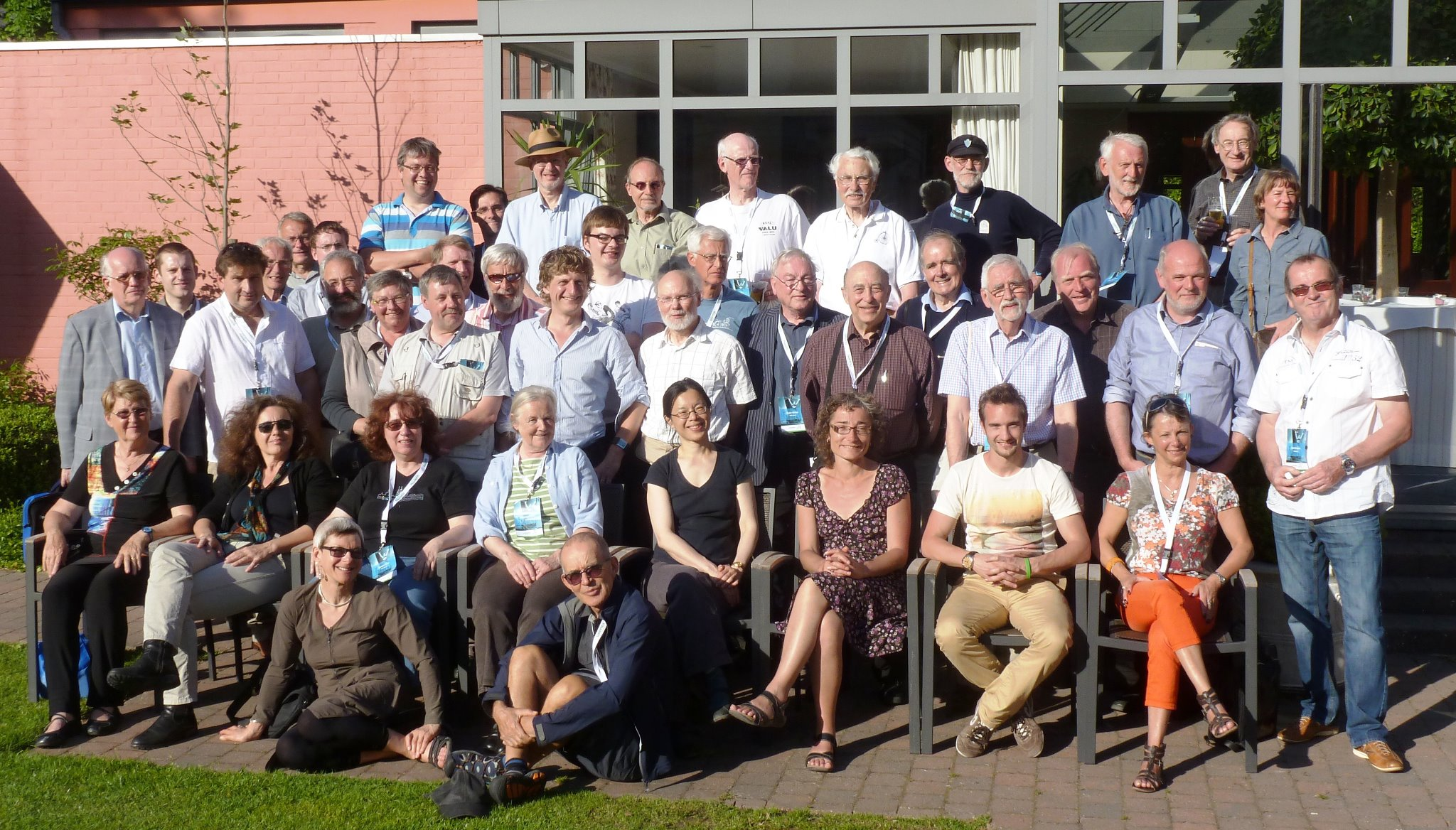
2012 in Roeselare

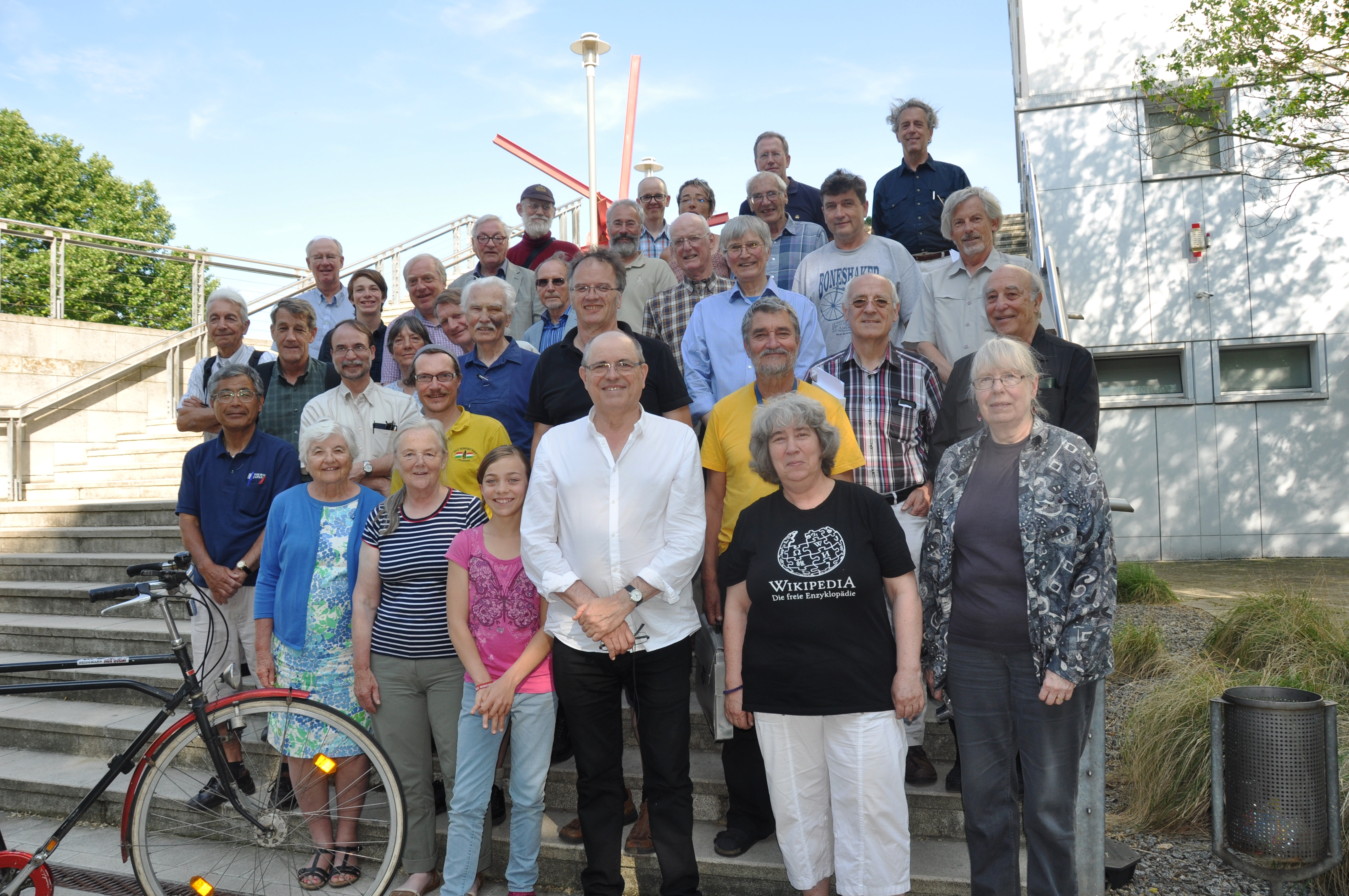
2017 in Mannheim

Die International Cycling History Conference (ICHC) ist eine jährliche Konferenz zur Erforschung der Geschichte des Fahrrads und des Fahrradfahrens.
Die ICHC ist ein lockerer Verband von Fahrrad-Historikern aus aller Welt. Zum ersten Mal tagte sie auf Initiative britischer Historiker 1990 in Glasgow, seitdem jährlich an wechselnden Orten rund um die Welt. Die Konferenzberichte „Cycle History“ bilden eine breite Basis der aktuellen Forschungsgeschichte rund um das Fahrrad.
Liste der Konferenzen:
- 1990 Glasgow, Großbritannien
- 1991 Saint-Étienne, Frankreich
- 1992 Neckarsulm, Deutschland
- 1993 Boston, USA
- 1994 Cambridge, Großbritannien
- 1995 Stellenbosch, Südafrika
- 1996 Buffalo, USA
- 1997 Glasgow, Großbritannien
- 1998 Ottawa, Kanada
- 1999 Nijmegen, Niederlande
- 2000 Osaka, Japan
- 2001 San Remo, Italien
- 2002 Münster, Deutschland
- 2003 Canberra, Australien
- 2004 Wien, Österreich
- 2005 Davis, USA
- 2006 Toronto, Kanada
- 2007 Tampere, Finnland
- 2008 Saint-Étienne, Frankreich
- 2009 Freehold, USA
- 2010 Prag, Tschechische Republik
- 2011 Paris, Frankreich
- 2012 Roeselare, Belgien[1]
- 2013 Lissabon, Portugal
- 2014 Baltimore, USA
- 2015 Entraigues-sur-la-Sorgue, Frankreich
- 2016 New Haven/Ansonia, USA
- 2017 Mannheim, Deutschland
- 2018 London, Großbritannien
- 2019 Znojmo, Tschechien
- 2020 wegen COVID-19-Pandemie abgesagt
- 2021 wegen COVID-19-Pandemie abgesagt
- 2022 Indianapolis, Vereinigte Staaten
- 2023 Cremona, Italien
- 2024 Stadt Wehlen, Deutschland